# 三遊亭竜楽
三遊亭 竜楽（さんゆうてい りゅうらく、1958年9月12日 - ）は、群馬県前橋市出身の落語家。本名∶柳井 淳嘉。五代目円楽一門会所属。出囃子は『佃』。

## 来歴
中央大学法学部卒業後、故五代目円楽一門会の門をたたく。落語三遊派の正統的話芸を学び全国各地で独演会を開く一方、大学や講演会講師、ラジオの台本作家、エッセイ・コラム執筆など様々な分野に取り組む。
2008年フィレンツェのフェスティバルジャポネーゼに出演した際、字幕の予算が無いためイタリア語を丸暗記して口演を行ったが、会場は子供からお年寄りまで予想外の大爆笑。これをきっかけに、海外での現地語口演を開始する。　現在までにヨーロッパ・アメリカ・中国などの約60都市を訪れ約200回の口演を行う。
日本語に加え、英語・フランス語・イタリア語・ドイツ語・スペイン語・ポルトガル語・中国語の８か国語で語る国際派落語家。
2014年　世界最大級の演劇祭であるアヴィニョン演劇祭に参加
2016年には、パリ日本文化会館で落語と浮世絵のコラボレーション「RAKUGO／UKIYOE・伝統と現代の出会い」を開催。その後、フィレンツェ・ケルンでも同企画を開催。
グローバルな活動は、WOWOWの看板番組「ノンフィクションW」や 世界2億8千万世帯が受信するNHK WORLDの「Direct Talk」で特集された。
2024年2月4日は前橋市でTOPPANのデジタル画像とコラボした浮世絵落語企画「北斎漫画で笑おう！」を行い好評を博した。
初の多言語落語DVD「三遊亭竜楽の七カ国語RAKUGO」を発売。
スウェーデン人三遊亭好青年と多文化理解推進のためのユニット“めにかる“を結成。イギリス・フランス・スウェーデンを巡るめにかる落語ツアーを行う。
故 野村万之介に狂言を師事。2012年より野村万作の指導を受ける。2024年4月29日「よこはま万作・萬斎の会」に出演して、狂言由来の落語「松山鏡」を口演した。
まえばし観光大使、中之条観光大使。
日本放送作家協会会員。日本脚本家連盟所属。

## 芸歴
- 1986年1月 - 五代目三遊亭圓楽に入門、「竜楽」を名乗る。
- 1989年3月 - 二ツ目昇進。
- 1992年10月 - 真打昇進。

## 海外公演
2008年より字幕・通訳無しの現地語口演を始め、ヨーロッパ各地からアメリカに活躍の場を広げている。
〈2008 ITALY〉
11月14,15日　フィレンツェ ストロッティー宮殿別館フェスティバルジャポネーゼ（イタリア語～初の外国語口演）
ミラノカルチャーラボ、ローマ日本人女性会で独演会（日本語）
〈2009 ITALY / FRANCE〉
10月 - 11月 23日間でヨーロッパ6都市を廻りイタリア語、フランス語、英語による落語口演を15ヶ所で行なう。
イタリア語口演　ミラノ大学　フィレンツェ大学　ローマ大学、ナポリ東洋大学、ローマ文化会館など
フランス語口演　リヨン大学、パリ区民ホール、パリ大学など
　英語口演　パリ レストラン「花輪」（英語）
他5口演を含め15公演を行う

〈2010 PORTUGAL / ITALY / FRANCE / SPAIN〉
ポルトガル語口演　リスボン市内カステラ・ド・パウロ（初のポルトガル語）〜サガテレビ「南蛮渡来のあま〜いお噺」で放映
10月〜11月　 パリ、リヨン、シャンベリー、ミラノ、ベネチア、ボローニャ、ソラローロ、フィレンツェ、マドリードを廻り18日間で20口演を行う。
フランス語口演　セルジーポントワース大学、パリ国際学園、シャンベリー日本人会、リヨン国際学園、
イタリア語口演　ミラノ大学、ベネチア大学、ボローニャ大学、フィレンツェIROHA、ソラローロ市民劇場など
スペイン語　マドリード国際交流基金、アウトノマ大学、教皇立コミーリャス大学

〈2011 GERMANY / ITALY / FRANCE〉
  6月　ドイツに渡り、ベルリン大学、ライプチヒ大学、ハンブルク大学、フランクフルト総領事公邸などで15公演を行ない6ヶ国語落語を達成。
11月　イタリア（ミラノ・フィレンツェ）、フランス（パリ・ニース）で9公演行なう

〈2012 GERMANY / ITALY / FRANCE / SWITZERLAND〉
  7月　ドイツ５都市（ベルリン・ライプチヒ・ハイデルベルク・トリアー・ケルン）で公演する。
11月　イタリア（フィレンツェ・マッサ・ボローニャ・ラヴェンナなど）、フランス（ニース・パリなど）、スイス（ローザンヌ）で１４公演・４ワークショップを行なう。初のスイス公演は読売新聞ヨーロッパ版で紹介された。

〈2013 GERMANY / FRANCE / SWITZERLAND / BERGIUM / ITALY〉
  6月、7月　ドイツ５都市（ベルリン・ライプツィヒ・ハイデルベルク・ケルン・ブランシュバイク）で公演。ライプツィヒ大学は３年連続である。
9月、10月　フランス（エクサンプロヴァンス・パリ）、スイス（ジュネーブ）、ベルギー（ブリュッセル）、イタリア（フィレンツェ・シエナ）で10公演を行う。ベルギー初公演で訪れた国は七か国になった。フランスで最も権威ある日仏交流施設であるパリの日本文化会館で独演会を開けたのは大きな成果であった。
WOWOWの番組ノンフィクションWが秋の欧州公演ツアーに密着。「世界よ、これが日本の落語だ！三遊亭竜楽ヨーロッパ落語道中」のタイトルで放送された。

〈2014 GERMANY / FRANCE / USA / BERGIUM / SWITZERLAND〉
  6月　ドイツ５都市（ベルリン・ライプチヒ・ブランシュバイク・デュッセルドルフ・ボン）で公演。ベルリンでは、日本大使館で公演した。
  7月　フランスのアヴィニヨンで開かれた世界最大級の演劇祭であるアヴィニヨンフェスティバルに全日程の２５日間参加。公演の模様は、８月１日の日本経済新聞夕刊で紹介された。
  9月、10月　初のアメリカ口演のために渡米し、ニューヨーク・シカゴを廻り４公演。
11月　関西大学の依頼でベルギーのルーヴェン大学の国際シンポジウムで英語口演。
日・スイス国交１５０年記念ツアーで会津若松市の末廣酒造株式会社の協賛を得てジュネーブ(フランス語)チューリッヒ(ドイツ語)で公演。
12月　海外公演の成果として、オール日本語字幕付きDVD「三遊亭竜楽の七カ国語RAKUGO」が発売される。

〈2015 GERMANY / USA / ITALY / FRANCE〉
  6月～7月　ドイツ４都市（フランクフルト・デュッセルドルフ・レーゲンスブルク・ハイデルブルク）で７口演を行う。
  9月　アメリカ　２都市（ニューヨーク・ヒューストン）で７口演を行う。
10月～11月　３都市（フィレンツェ・ラヴェンナ・パリ）で３口演を行う。

〈2016 CHINA / GERMANY / USA / FRANCE〉
  5月　杭州市と臨安市で初の中国語口演を行う(２回)。
  6月～7月　ドイツ４都市（フランクフルト・デュッセルドルフ・エアランゲンなど）で５口演を行う〈エアランゲンは初公演〉
  9月～10月　アメリカ３都市（ニューヨーク・ヒューストン・テキサスシティ）で７口演を行う〈テキサスシティは初公演〉
12月8日9日　パリ日本文化会館大ホールで落語とデジタル浮世絵のコラボレーション「RAKUGO／UKIYOE ～La rencontre de la tradition et de la modernité （伝統と現代の出会い）」を開催する〈２回公演 〉

〈2017 ITALY / USA / GERMANY〉
  3月　イタリアのローマ文化会館・ローマ大学・フィレンツェ日本文化協会いろはで３口演を行う
  5月　アメリカのヒューストン総領事公邸・サンアントニオ日米協会などで５口演を行う〈サンアントニオ初公演〉
  9月　ドイツ（ケルン・フランクフルト・デュッセルドルフ）で３公演を行う
11月　アメリカ（ニューヨーク・フィラデルフィア）で３公演を行う〈フィラデルフィアは初公演〉

〈2018 TAIWAN / GERMANY / USA〉
  6月　初の台湾口演〈中国語〉
日本台湾交流協会の後援で、台北市日本台湾交流協会ホール、台北市の輔仁大学、高雄市の高雄科技大学で３公演を行う。
  9月　ドイツ（ケルン・フランクフルト）で２口演、イタリア（フィレンツェ）で１口演を行う
10月　アメリカ（ニューヨーク・ロングアイランド・トーランス・コスタメサ・ヒューストン・ダラス）で８口演を行う〈トーランス・コスタメサ・ダラスは初公演）

〈2019 TAIWAN / GERMANY / ITALY / USA〉
  5月　台湾 （台北市輔仁大学・高雄市高雄科技大学など）で３口演を行う
  6月　ドイツ（フランクフルト・デュッセルドルフ・ケルン）で４口演を行う
10月　イタリア（フィレンツェ・ファエンツァ）で２口演を行う〈ファエンツァは初公演〉
11月　アメリカ（ヒューストン）で４口演行う

〈2020 USA〉
  3月　アメリカ（コスタメサ市・ガーデナー市）で２公演を行う

〈2021 GERMANY / USA / FRANCE〉
  7月　ドイツ（フランクフルト市）に向けて子ども向けのオンライン公演を行う〈東京発〉
11月　東京からニューヨークのオンライン落語会に出演〈東京発〉
東京からフランス（二オール市・ニース市など）に向けてオンライン公演「落語とは何か」を行う〈東京発〉
〈2022 GERMANY / ITALY〉
  7月
ドイツ（フランクフルト市）に向けて親子ども向けのオンライン公演を行う〈東京発〉
11月
イタリアのフィレンツェ・ラベンナに向けてオンライン落語公演を行う〈東京発〉

〈2023 GERMANY〉
〜 3年ぶりに海外公演が復活！ 〜
11月　ドイツフランクフルトでフランクフルト日本法人会口演とフランクフルト日本人学校口演を行う

〈2024 UK / FRANCE / SWEDEN〉
6月18日～7月6日
＜イギリス・フランス・スウェーデンを廻るめにかる落語ツアー＞
竜楽とスウェーデン人落語家三遊亭好青年が組んだ多文化理解促進のためのユニット「めにかる」が日本の多文化共生を発信し、ヨーロッパに落語を広めるべく3カ国を訪れるツアーを行った。今回はオープニングで柳井厚子が会のテーマや雰囲気を一文字で表現する書道パフォーマンスを行い、本編では漫画家ゴロ画伯がヨーロッパに馴染みのあるマンガを投影して行う画期的な落語解説“マンラク“を実施。いずれも好評価をいただいた。
イギリス会場
- マンチェスター地区のサルフォード大学
- ロンドン日本人学校
- ロンドン日本クラブ

フランス会場
- パリ日本文化会館
- ジャパン トゥール フェスティバル（2公演）

スウェーデン会場
- ストックホルム大学
- ウプサラ市 Medborgarskolan Region Mitt
- ウプサラ市 好青年の地元コミュニティ施設

## 弟子
- 三遊亭 たつみ ‐ 2022年に入門。五代目圓楽一門会初の女性の落語家だったが、間もなく廃業したとみられる。

## メディア

### 著書
- 『笑い!がわかればあなたは変わる 落語家に学ぶ「世渡り上手」な仕事術』 有楽出版社、2006年
- 『落語歳時記 らくごよみ』 朝日文庫（朝日新聞出版）、2013年

### CD
- 『三遊亭竜楽1』 ワザオギレーベル、2009年
- 『三遊亭竜楽2』 ワザオギレーベル、2011年
- 『三遊亭竜楽３』 ワザオギレーベル、2014年
- 『三遊亭竜楽の7か国語落語 - 味噌豆編』 スロウボウルレコーズ、2012年
- 『三遊亭竜楽の7か国語落語 - 酔っぱらい編』 スロウボウルレコーズ、2013年

### DVD
- 『落語笑笑散歩 - 隅田川下り遊々』 出演三遊亭竜楽・三遊亭白鳥、ソニー・ミュージックダイレクト、2006年
- 『三遊亭竜楽の七カ国語RAKUGO』 株式会社スロウカーブ、2014年
- 『三遊亭竜楽の外国語落語with浮世絵』株式会社スロウカーブ、2018年